# Alfa Romeo 90
Alfa Romeo 90 (Серія 162A) - задньоприводний автомобіль бізнес-класу, що випускався італійською автомобільною компанією Alfa Romeo в 1984 - 1987 роках.

## Історія

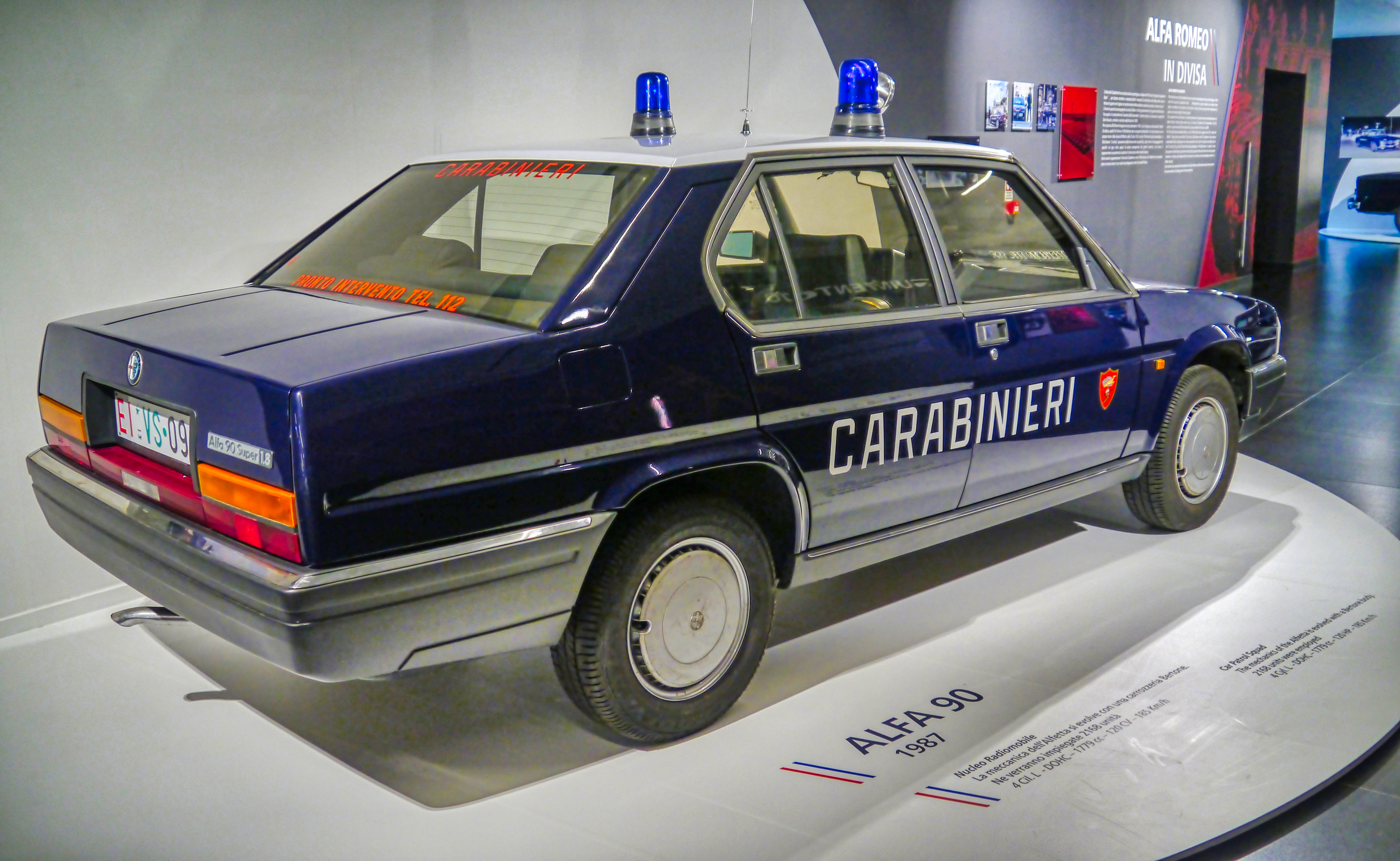

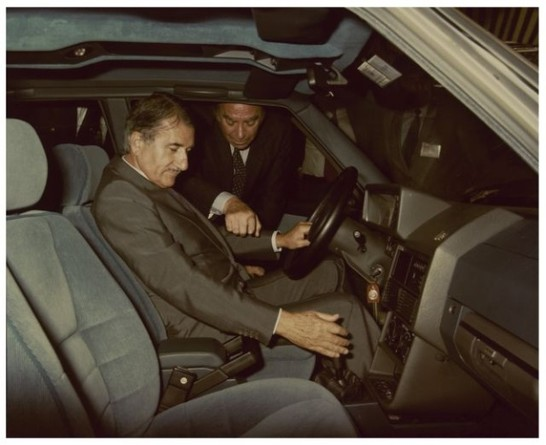

Автомобіль розроблений дизайнером Марчелло Гандіні в компанії Bertone і був представлений в 1984 році на автосалоні Турину. 90 розташувалася в модельному ряду між Alfa Romeo Giulietta (nuova) і Alfa Romeo Alfa 6. Обидві моделі незабаром припинили своє виробництво після запуску 90-ї. Автомобіль використовував шасі від Alfetta (включаючи встановлену ззаду трансмісію) і використовувала двигуни від великої Alfa 6. Конструкція кузова була схожа на обидві моделі, але хоча була модернізована. Одна з характерних рис 90 був невеликий спойлер, який при певній швидкості допомагав охолодження двигуна. Кутові лінії автомобіля з інтегрованими бамперами давали автомобілю акуратний вигляд відповідно до пори. Однак автомобіль мав проблеми з аеродинамікою. Коефіцієнт аеродинамічного опору дорівнював (Cx) 0,37.
90 була добре оснащена, зокрема мала електричні склопідіймачі спереду та електрично керовані передні крісла в стандартній комплектації. Люксова модель Gold Cloverleaf (Quadrifglio Oro) мала задні склопідіймачі, бортовий комп'ютер, гідропідсилювач керма, центральний замок, колір кузова металік і цифрову приладову панель в стандартній комплектації.
Alfa Romeo 90 була оновлена в 1986 році, отримавши багато дрібних змін, хоча одним з основних змін в стилі кузова була нова решітка радіатора замість маленької горизонтальної. За 4 роки продажів автомобіля було продано 56,428 автомобілів.
90 продавалася тільки в кузові седан, хоча в 1985 році Carrozzeria Marazzi розробляла прототип універсала Alfa 90 Station Wagon. Було побудовано тільки 2 примірники.

## Технічний пристрій
Alfa 90 мала поздовжньо розташований двигун спереду, механічну коробку передач з блокуванням диференціала, встановлену ззаду. Передня підвіска - незалежна на поздовжніх важелях і трикутних важелях зі стабілізатором стійкості, Задня підвіска: системи "De Dion". Автомобіль оснащувався дисковими гальмами на всі чотири колеса, причому задні гальмівні диски були вмонтовані всередині, поруч з трансмісією.

## Двигуни
- 1.8 L Twin Cam I4
- 2.0 L Twin Cam I4
- 2.0 L Alfa Romeo V6
- 2.5 L Alfa Romeo V6
- 2.4 L VM HR 492 I4 (turbo diesel)